# 갑훈
갑훈(蓋勳, 140년 ~ 190년)은 후한 말기의 관료로, 자는 원고(元固)이며 양주 돈황군 광지현(廣至縣) 사람이다.

## 생애

### 지방 관리 시절
갑훈의 가문은 대대로 이천석을 지냈다. 증조부 갑진(蓋進)은 한양태수를 지냈고, 조부 갑표(蓋彪)는 대사농을 지냈다. 부친 갑사제(蓋思齊)는 관직이 안정속국도위(安定屬國都尉)에 이르렀다.
갑훈은 처음에 효렴으로 천거되어 한양장사(漢陽長史)가 되었다. 이때 무위태수가 권세를 부리며 횡령하였는데, 이에 종사(從事) 소정화(蘇正和)가 죄를 조사하여 처단하였다.
한편 양주자사 양곡(梁鵠)은 귀족과 외척들을 두려워하였는데, 이에 소정화를 죽여 그들의 원한을 사지 않으려고 하였다. 양곡은 이 일을 갑훈과 의논하였다. 갑훈은 본래 소정화와는 숙적 관계였는데, 어떤 이는 이를 기회 삼아 소정화에게 보복하면 어떻겠느냐고 권하였다. 이에 갑훈이 말하였다.
| “ | 안 된다. 선량한 자를 죽이려 하는 것은 충의가 아니며, 다른 사람의 위기를 틈타는 것은 올바르지 않다. | ” |

갑훈은 또한 양곡에게 간언하였다.
| “ | 매를 기르는 것은 사냥을 시키기 위함이 아닙니까? 사냥이 끝났다고 매를 삶아 죽이는 것에 무슨 이득이 있겠습니까? | ” |

양곡은 갑훈의 말을 옳게 여겨 소정화를 죽이지 않았다.
소정화는 목숨을 건진 것을 기뻐하여 갑훈에게 감사를 표하였으나, 갑훈은 그를 만나주지 않고 전처럼 원한을 품으며 살았다.
광화 7년(184년), 황건적이 봉기하였다. 이에 전 무위태수인 황준(黃雋)을 불러들였으나, 기일을 맞추지 못하였다. 이에 양곡은 황준을 상주하여 주살하려 하였는데, 갑훈이 나서서 황준을 구해 주었다. 황준은 황금 스무 근을 갑훈에게 주며 감사를 표했으나, 갑훈은
| “ | 나는 당신의 죄가 팔의(八義; 8개조의 면책 사유)에 해당하기 때문에 구해 준 것입니다. 어찌 제가 대가를 받겠습니까! | ” |

라고 말하며 받지 않았다.
같은 해, 북지의 강이 변장 등과 함께 농우(隴右)를 침략하였다. 이때 자사 좌창(左昌)이 군세 동원을 틈타 수천만 전을 착복하였는데, 갑훈이 간언하였다. 좌창은 노하여 갑훈을 별동대로서 아양(阿陽)에 주둔시켜 적의 예봉을 막도록 하였다. 본디 좌창은 군사에 관한 일로 그에게 죄를 뒤집어 씌우려는 것이었으나, 갑훈은 여러 차례 전공을 올렸다.
변장 등이 그대로 금성을 공격하여 태수 진의(陳懿)를 죽이니, 갑훈은 좌창에게 금성을 구할 것을 진언하였으나 받아들여지지 않았다. 변장 등이 그대로 진군하여 좌창을 포위하였고, 좌창은 두려워하며 갑훈을 불러들였다. 이때 갑훈은 종사 신증(辛曾)·공상(孔常)과 함께 아양에 주둔해 있었는데, 좌창의 격문을 본 신증 등은 출격하려 하지 않았으나 갑훈이 화를 내자 두려워하며 그의 말을 따랐다. 갑훈은 병사를 이끌고 좌창을 구하였으며, 변장 등을 책망하여 반역의 죄를 물었다. 반군들은 포위를 풀고 물러갔고, 좌창은 돈을 착복한 일이 밝혀져 송효(宋梟)가 후임으로 왔다.
송효는 양주에서 반란이 끊이지 않는 것이 학문을 익힌 사람이 적기 때문이라고 생각하였고, 이에 《효경》을 백성들에게 배포하고자 하였다. 갑훈은 이것이 괴상한 정책이라고 여겨 반대하였으나, 송효는 갑훈의 말을 듣지 않고 조정에 상주하여 실행으로 옮겼다. 그러나 황제는 조서를 내려 송효의 무능함과 태만함을 꾸짖었고, 결국 송효는 파면당하고 조정으로 불려갔다.
이때 강이 반란을 일으켜 호강교위(護羌校尉) 하육(夏育)을 축관(畜官)에서 포위하였다. 갑훈운 병사들을 모아 하육을 도우려 하였으나, 호반(狐盤)에 이르렀을 때 강과 싸워 패하였다. 갑훈은 패잔병 100여 명을 모아 어리진(魚麗陳)을 쳤으나, 강족의 공격을 받고 또 패하였다. 구취(句就)의 전오(滇吾)는 예전부터 갑훈의 신뢰를 받은 자였기 때문에, 무기를 들어 사람들을 막으며 말하였다.
| “ | 갑 장사(蓋長史; 갑훈)는 현인이다. 너희들이 그를 죽이는 것은 하늘에 등을 돌리는 것이다! | ” |

갑훈이 고개를 들며 소리쳤다.
| “ | 죽여도 시원찮을 배신자 놈들아, 너희가 뭘 알겠느냐? 어서 날 죽이러 와 보거라! | ” |

전오가 말에서 내려 그 말을 갑훈에게 바쳤으나, 갑훈은 받지 않고 사로잡혔다. 그러나 이민족들은 갑훈의 용기에 감복하였기 때문에, 그를 해치지 않고 한양으로 돌려보냈다. 후임 양주자사 양옹(楊雍)은 조정에 표를 올려 갑훈이 한양태수를 대행하도록 하였다. 당시 백성들은 굶주림에 허덕여 서로 식량을 약탈했는데, 이에 갑훈은 식량을 징발하여 배급하였다. 부호들 중 식량을 숨기고 바치지 않은 자가 적발되자, 갑훈은 자신의 잘못이라고 탓하며 몸소 식량을 내어 모범을 보였다. 한양 사람들은 이 소식을 듣고, 재촉하지 않아도 알아서 식량을 바쳐 2,000석이 모였다. 이 일로 목숨을 구한 자가 1,000여 명이나 되었다.
이후 관직에서 물러나 집으로 돌아갔으나, 다시 부름을 받아 무도태수가 되었다. 임지로 떠나기 전 조정에서는 대장군 하진과 상군교위(上軍校尉) 건석을 보내 갑훈을 배웅하였고, 갑훈은 무도에 도착하기 전에 다시 부름을 받아 토로교위(討虜校尉)에 임명되었다.

### 조정의 직신
영제가 갑훈에게 백성들이 반란을 일으키는 이유를 묻자, 갑훈이 답하였다.
| “ | 총애를 받는 신하들의 자제가 혼란을 일으키기 때문입니다. | ” |

이때 건석이 함께 있었는데, 갑훈의 말을 들은 영제는 건석을 돌아보며 다시 물었다. 건석은 두려워하며 아무 말도 하지 못하였고, 이 일로 갑훈에게 한을 품었다. 영제는 갑훈에게 다시 물었다.
| “ | 나는 평락관(平樂觀)에서 군대를 사열하고, 중장(中藏)의 재화를 잔뜩 내어 병사들에게 나누어 주려 한다. 그대는 어찌 생각하는가? | ” |

갑훈은 쓸데없이 무용을 낭비하는 것이라 답하였고, 영제는 크게 감탄하며 말하였다.
| “ | 훌륭하다. 그대를 이제야 만난 것이 심히 아깝구나! 여태껏 이와 같은 말을 해준 신하는 없었다. | ” |

갑훈은 그때 종정 유우·좌군교위(佐軍校尉) 원소와 함께 근위대를 통솔하고 있었다. 갑훈은 이들에게 환관을 주살할 것을 제안하였고, 이들 또한 동의하여 서로 계획을 세웠다.
그러나 실행에 옮기기 전에 사례교위 장온이 갑훈을 경조윤으로 천거하였다. 영제는 갑훈을 곁에 두고 싶어했으나 건석 등은 그를 꺼렸기 때문에 장온의 의견에 동조하였고, 결국 갑훈은 경조윤으로 전출되었다.
당시 장안령(長安令)이었던 양당(楊黨)은 부친이 중상시(中常侍)였는데, 권세를 부리며 탐욕스러운 자였다. 갑훈이 이를 조사한 결과 그가 1천만여 전을 수뢰한 사실을 밝혀내었다. 귀족과 외척들이 모두 양당을 비호하였으나, 갑훈은 듣지 않고 수사를 계속하였다.
이 무렵 소황문(小黃門) 고망이 황태자의 총애를 받았다. 태자는 고망의 아들 고진(高進)을 효렴으로 삼을 것을 건석을 통해 갑훈에게 부탁하였으나, 갑훈은 듣지 않았다. 어떤 사람이 태자의 말을 들을 것을 권하며 말하였다.
| “ | 황태자는 황제의 한 팔로, 고망은 그분이 총애하시는 자이며 건석은 황제의 총신입니다. 그런데도 당신은 그들을 거스르려 하니, 세 가지 원망이 생기지 않겠습니까? | ” |

갑훈이 거절하며 답하였다.
| “ | 어진 이를 가리는 것은 나라에 보답하는 일입니다. 어질지 못한 자를 추천하지 않아 주살되는 것에 무슨 한이 있겠습니까! | ” |

### 동탁이 두려워하다
중평 6년(189년), 영제가 붕어하고 소제가 즉위하였다. 양주의 군벌 동탁은 궁성으로 쳐들어 와 소제를 폐위하고 하태후를 죽였다. 갑훈이 동탁에게 편지를 보내어 이를 꾸짖으니, 동탁은 갑훈을 대단히 두려워하며 불러들여 의랑(議郞)으로 삼았다.
이때 좌장군 황보숭의 병사 3만 명이 부풍에 주둔하고 있었는데, 갑훈은 그와 은밀히 공조하여 동탁을 치고자 하였다. 마침 황보숭도 수도로 소환되었는데, 갑훈은 군세가 적은데다 혼자 거병하기는 어려웠으므로 함께 수도로 돌아갔다.
아무도 동탁에게 거스르는 자가 없었으나, 오직 갑훈만은 예법을 따라 읍할 뿐이었으니 주변의 사람들은 모두 이를 보고 얼굴의 핏기가 가셨다.
동탁은 왕윤에게 사례교위로 삼을 만한 자를 자문해줄 것을 청하였는데, 왕윤은 갑훈을 추천하였다. 그러나 동탁은 갑훈의 명석함을 아까워하여 월기교위(越騎校尉)에 임명하였다. 갑훈은 이후 영천태수로 전출되었으나, 다시 수도로 소환되었다.
이 무렵 하남윤 주준이 군무에 관해 동탁에게 아뢰었는데, 동탁은 주준을 꾸짖으며 말하였다.
| “ | 나는 백 번 싸워 백 번 이겼는데, 이는 모두 내 마음대로 하여 얻은 것이다. 너는 망언이나 하며 내 칼을 더럽힐 생각이냐? | ” |

이 말을 들은 갑훈이 동탁에게 말하였다.
| “ | 옛날에는 무정 같은 명군도 간언을 구하였습니다. 그런데도 당신 정도의 인물이 다른 사람의 입을 틀어막으려는 것입니까? | ” |

동탁은 갑훈에게 '농담으로 한 말'이라고 핑계를 댔으나, 갑훈은 성을 내며 말하였다.
| “ | 성을 내며 장난을 친다니, 그런 소리는 듣도 보도 못했습니다! | ” |

동탁은 결국 주준에게 사과하였다.

### 죽음
갑훈은 동탁에 대한 미움이 가득하여, 결국 실의에 빠져 등창으로 죽었다. 갑훈은 유언으로 동탁이 주는 물건을 받지 말라고 일렀으나, 동탁은 관용을 보이기 위하여 조문품을 보내고 예법에 때라 유해를 전송하였다. 시신은 안릉(安陵)에 묻혔다.
아들 갑순(蓋順)의 관직은 영양태수(永陽太守)에 이르렀다.